# Piotr Skarga
Piotr Skarga (lituano: Petras Skarga), (Grójec, Masóvia, 2 de fevereiro de  1536 – Cracóvia, 27 de setembro de 1612; atualmente também chamado de: Piotr Powęski; encontrado em algumas fontes inglesas como Peter Skarga) foi um  jesuíta polonês, orador, hagiógrafo, polemista e principal figura da Contra-Reforma na República das Duas Nações. Foi chamado de o "Bossuet polonês" devido as suas habilidades em retórica.

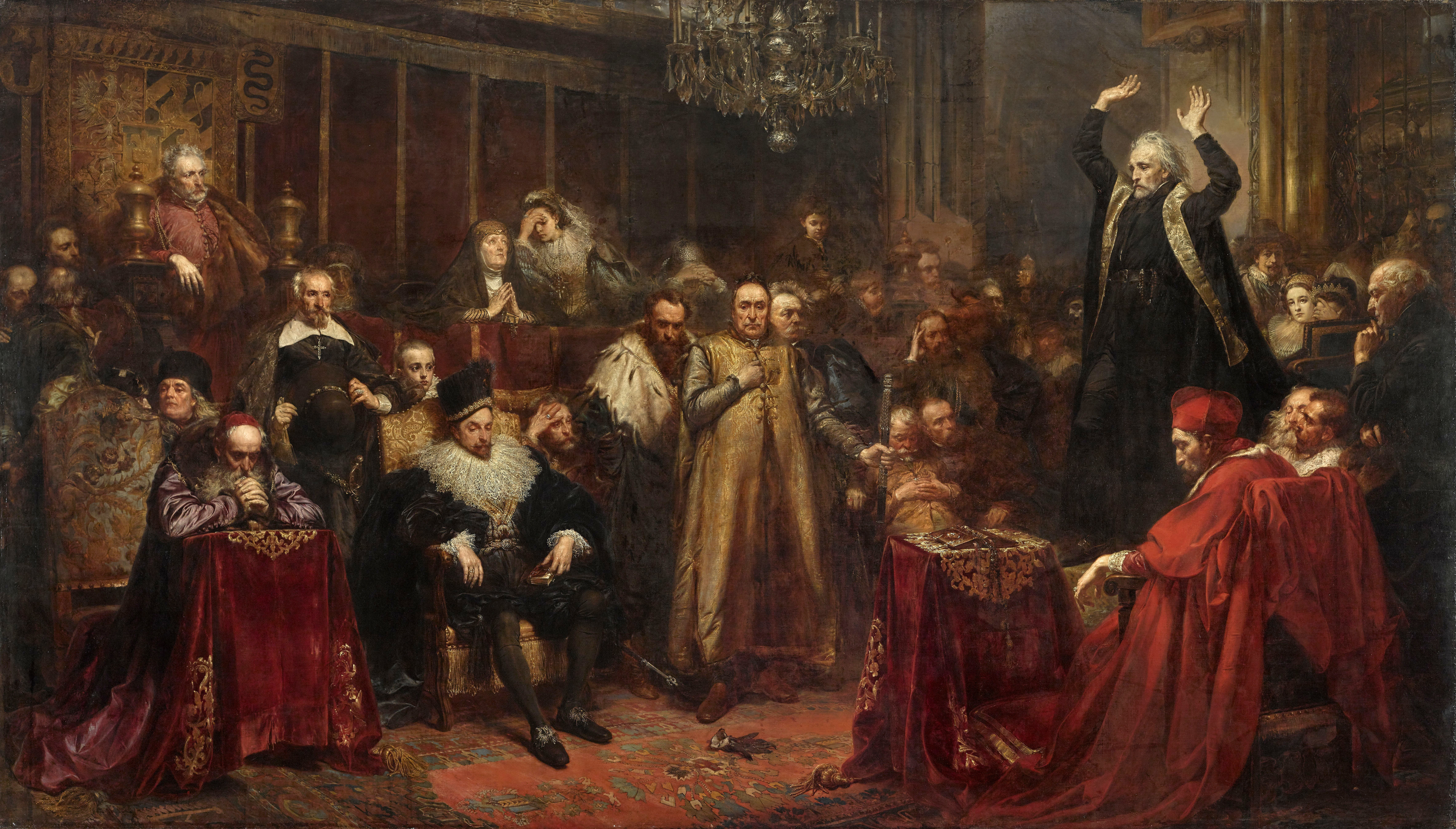
O Sermão de Skarga, por Jan Matejko, 1862, óleo sobre tela, 224 x 397 cm., Castelo Real em Varsóvia. Piotr Skarga (em pé, à direita) discursa. O Rei Sigismundo III Vasa está sentado na primeira fila, à esquerda do centro.

Educado em Grójec e Cracóvia, ele começou trabalhando como tutor para a família de Andrew Tenczynski, castelão de Cracóvia, e, alguns anos mais tarde, depois de uma visita à Viena, tornou-se religioso, e desde 1563 esteve à serviço da catedral de  Lwów. Sua oratória fazia tanto sucesso que ele decidiu tornar-se um missionário pregador no meio da comunidade, a fim de melhor combater os desvios sociais e políticos do cotidiano. Para tal tarefa ele se preparou e estudou Teologia na Itália de 1568 até 1570 e finalmente entrou para a Companhia de Jesus. Em seu retorno à Polônia ele pregou em Pułtusk, Jarosław e Płock sob a poderosa proteção da Rainha Ana Jagiellon. Durante uma missão na Lituânia ele converteu ao Catolicismo numerosas famílias nobres, inclusive os Radziwills.
Ele se tornou o primeiro reitor da Universidade de Vilnius em 1579, onde ele escreveu seu livro A Vida dos Santos (polonês: Żywoty świętych), que é até hoje ainda muito lido. Em 1584 ele foi transferido para o novo Colégio jesuíta de Cracóvia e em 1588 ele se tornou o pregador na corte do Rei Sigismundo III Vasa (uma posição que ele manteria até 1611) e fez algumas vezes também discursos no Sejm (parlamento). A nobreza (polonês: szlachta) alegava ter ele uma grande (e maléfica: ele defendia fortemente a autoridade do rei) influência sobre o Rei Sigismundo.
Skarga é lembrado pelos poloneses como um vigoroso defensor das reformas políticas na República das Duas Nações e como um crítico das classes dominantes no governo dessa mesma República. Ele defendia o fortalecimento do poder da monarquia em detrimento do Sejm, magnatas e szlachta.
Seu nome "Skarga", que em polonês significa "acusação", é devido a sua carreira de reformador e crítico. Uma tradução livre para o seu nome poderia ser a de "Pedro, o Acusador".
Ele fundou ou expandiu muitas sociedades católicas de caridade e muitas escolas jesuítas.

## Obras principais
- A Vida dos Santos (Żywoty świętych, 1579, oito edições durante o período em que esteve vivo).
- Sermões no Sejm (Kazania sejmowe, 1597, publicação póstuma).
- As Devoções dos Soldados (Żołnierskie nabożeństwo, 1618).